# Cristian Alarcón Casanova
Cristian Alarcón Casanova (La Unión, 1970) es un escritor y periodista chileno que reside en la Argentina.

## Trayectoria
Es licenciado en la Facultad de Periodismo y Comunicación Social de la Universidad Nacional de La Plata. Es codirector de la Maestría en Periodismo Narrativo de la UNSAM (Universidad Nacional de General San Martín).
Es fundador y director de Anfibia, revista digital de crónicas y ensayos narrativos editada por la UNSAM, y de Cosecha Roja, la Red Latinoamericana de Periodismo Judicial. 
Desde comienzos de los años 1990 se dedicó al periodismo de investigación y a la escritura de crónicas en los diarios Página/12, Clarín, Crítica de la Agentina y en las revistas TXT, Rolling Stone y Gatopardo. 
En sus libros Cuando muera quiero que me toquen cumbia y Si me querés, quereme transa cruza la literatura con la etnografía urbana convirtiendo relatos urgentes en novelas de no ficción. En Un mar de castillos peronistas escribe crónicas de viaje y perfiles de personajes disidentes, subalternos y marginales. 
Su libro Cuando me muera... acaba de ser traducido al inglés y publicado por la editorial Duke Press con el título Dance for me when I die.  
Es creador del Laboratorio de Periodismo Performático, una alianza entre Anfibia/UNSAM y Casa Sofía que convoca a artistas y a periodistas a generar juntos piezas enriquecidas con el lenguaje de ambas disciplinas.

## Reconocimientos
Fue elegido profesor visitante en el Instituto de Estudios Latinoamericanos de la Universidad de Texas, en Austin, y en la Universidad de Lille, Francia.    
En 2014 recibió el Premio Konex, Diploma al Mérito en la categoría Crónicas y Testimonios.
Por su primer libro, Cuando me muera quiero que me toquen cumbia, ganó el Premio Samuel Chavkin a la Integridad Periodística en América Latina, otorgado por North American Congress of Latin American Authors.
Ganador del Premio Alfaguara de Novela 2022 por su obra "El tercer paraíso".

## Obras
- Cuando me muera quiero que me toquen cumbia. Vidas de pibes chorros, Grupo Editorial Norma, Buenos Aires, 2003[3] (reeditado).
- Si me querés, quereme transa, Norma, Buenos Aires, 2010.[4]
- Un mar de castillos peronistas. Primeras crónicas desorganizadas, Marea, Buenos Aires, 2013.
- El tercer paraíso. Alfaguara, Barcelona, 2022.